# リダウト山 (カナダ)
リダウト山（英語、Redoubt Mountain、または、Mount Redoubt）は、カナダ・アルバータ州にある山。カナディアンロッキーを構成している。

## 地理
座標は北緯51度28分00秒、西経116度04分50秒である。アルバータ州の南西端部にあり、ブリティッシュコロンビア州との州境に近い。この山も含めて周辺地域はバンフ国立公園に指定されている。リダウト山は険しい岩山であり、この山に登ることは容易ではない。

## 名称の由来
この山の「redoubt」とは「小さな砦」を意味する英語である。1908年にこの山を命名する際、山の外観がまるで砦に似ているように見えたので、そのまま「Redoubt Mountain」すなわち日本語に直訳すると「砦山」と命名された。